# N978 (België)
De N978 is een gewestweg in de Belgische provincies Henegouwen en Namen. Deze weg verbindt Gerpinnes met Neuville.
De totale lengte van de N978 bedraagt ongeveer 34 kilometer.

## Plaatsen langs de N978
- Gerpinnes
- Ahérée
- Tarcienne
- Somzée
- Chastrès
- Pry
- Walcourt
- Gerlimpont
- Silenrieux
- Cerfontaine
- Neuville

## N978a
De N978a loopt als een lus rond het Meer van Falemprise. De totale lengte van de N978a bedraagt ongeveer 4,5 kilometer.